# Наряд (система противоракетной обороны)
Космическая система противоракетной обороны «Наряд» (индексы ГРАУ — 14Ф10 и 14Ф11 для модификации «Наряд-В») — проект системы противоракетной и противокосмической обороны с элементами космического базирования, разрабатывавшийся с конца 1970-х гг., с 15 июля 1985 г. — в рамках комплексной программы СК-1000 («Многоцелевая боевая космическая система»). Разработка системы в целом осуществлялась коллективом под руководством Д. А. Полухина (главный конструктор) и Е. Г. Сизова (ведущий конструктор) в КБ «Салют». Проектные работы и испытания отдельных элементов комплекса велись до 1994 г., когда их финансирование было прекращено в соответствии с распоряжениями Президента Российской Федерации Б. Н. Ельцина, наряду с другими перспективными проектами освоения космоса в военных целях — программами «Энергия — Буран» и рядом других. 
Курс российской государственной политики, в том числе и в плане освоения космоса, переориентировался на всемерное участие РФ в международных космических проектах, в первую очередь, российско-американских — «Мир — Шаттл» и т. п. .
Несмотря на потерю интереса со стороны государства, работы над проектом продолжалась на малых фондах «в инициативном порядке» группой разработчиков-энтузиастов ГКНПЦ им. М. В. Хруничева.

## Предыстория
В конце 1970-х гг., наряду с построением систем противоракетной обороны, США и СССР уделяли особое внимание созданию системы противокосмической обороны, предназначенной для завоевания господства в космосе, перехвата и уничтожения космических объектов военного назначения противника и защиты своих орбитальных систем. В рамках этого курса в СССР были созданы первые противоспутниковые ударные системы наземного базирования «Истребитель спутников» — «ИС», а затем «ИС-М», началась разработка ракетного противокосмического комплекса «Наряд» (поскольку предполагалось, что система «Наряд» также является истребителем спутников, для неё использовалось условное обозначение «ИС-МУ»). В США, тем временем, была создана и испытана противоспутниковая система воздушного базирования ASM-135 ASAT, размещённая на самолётах F-15, вооружённых противокосмическими ракетами.
См. также: Стратегическая оборонная инициатива (СОИ, «программа звёздных войн»)

## Конструкторский замысел

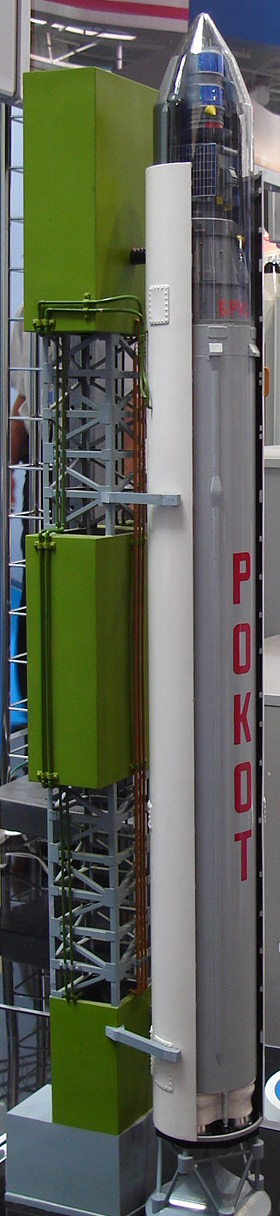
Модель ракеты-носителя «Рокот», разрабатывавшейся для вывода в космическое пространство спутников активного противодействия системы «Наряд»

Суть проекта Д. А. Полухина заключалась в следующем: Для решения поставленной перед ним стратегической задачи (защиты Советского Союза от внезапного массированного ядерного удара), конструктор предложил вариант создания космического эшелона противоракетной (воздушно-космической) обороны страны на основе ракет-перехватчиков — боевых ракет, установленных в шахтные пусковые установки, с особыми — космическими боеголовками, т. е. с космическими спутниками-штурмовиками, поражающими цель, находящуюся на земле, в воздухе, на околоземной орбите или сходящую с околоземной орбиты в атмосферу. Развернутая противоракетная оборона на основе «Наряда» в перспективе могла с успехом защищать не только территорию Советского Союза от ракетной угрозы со стороны США и НАТО, но и саму планету Земля от метеоритов, крупногабаритного космического мусора и больших обломков каких-либо космических объектов, и других материальных угроз космического происхождения. В основу проекта легли более ранние наработки В. Н. Челомея и его подчинённых, в первую очередь, военно-космические проекты противоракетной обороны, относящиеся к 1960-м гг., и их отдельные компоненты: ракету-носитель и проект спутника противоракетной обороны.  Проект предполагал возможность перехвата спутников и других космических объектов на удалении до 40 тыс. км. от земной поверхности (т. е. за пределами геостационарной орбиты), что значительно превышало предполагаемые боевые возможности более ранних модификаций «ИС». Учитывая, что ракета-носитель «Рокот» — модификация ракеты УР-100Н, предназначавшаяся для вывода на околоземную орбиту и за её пределы (если считать геостационарную орбиту крайним пределом) спутников активного противодействия, была рассчитана на вывод в космос около двух тонн полезного груза, следовательно, полётная масса одного набора спутников системы «Наряд-В» с боевой нагрузкой (вооружением) на предельное расстояние не превышала двух тонн.

## Задействованные структуры
Разработка системы в целом велась КБ «Салют». В качестве спутников противоракетной обороны для неё были взяты наработки А. Э. Нудельмана в ОКБ-16. Разработку ракет для стрельбы по целям вело КБ Точмаш. Устройство самонаведения боевой части разрабатывалась ЦКБ-589. Разработкой двигателей к разгонным блокам занималось КБХМ. Опытно-конструкторский проект «Наряд-В», рассчитанный на поражение отдельных космических аппаратов перехватчиком, выводимым на орбиту баллистической ракетой типа УР-100Н УТТХ, закончился промежуточным этапом лётных испытаний. Проектные материалы и разделы заключений на технические предложения по ракетно-космическим комплексам «Наряд-ВН» и «Наряд-ВР» были разработаны в СНИИ-45 и рассмотрены контролирующими инстанциями в 1984 г.

## Элементы системы
Для решения перечисленных задач в состав системы входили следующие элементы:
- Группировка разведывательных спутников, размещённых в космосе для контроля воздушного и космического пространства, непрерывного наблюдения за воздушно-космической обстановкой и ведения разведки противника.
- Баллистические ракеты-перехватчики «Рокот», либо УР-100Н с улучшенными тактико-техническими характеристиками, размещённые под землёй, в надёжно защищённых шахтных пусковых установках, и выполняющие функцию ракеты-носителя для средств противокосмической обороны.
- Спутники активного противодействия (спутники-штурмовики) шахтного базирования, как элемент ракет-перехватчиков (их боеголовки и одновременно полезный груз), при этом сами выступали в качестве носителя (платформы для размещения) ракет класса «воздух—воздух», «воздух—космос», «космос—космос».

- Ракеты атмосферного и заатмосферного перехвата для стрельбы по целям в воздушном и безвоздушном пространстве.

## Ход работы
Эпизод, связанный с выбором курса государственной политики СССР в отношении освоения космоса в военных целях и принятием курса на постепенное сворачивание работ в рамках проекта «Наряд», приводит в своих мемуарах бывший заместитель начальника космодрома «Байконур» по научно-исследовательской и опытно-испытательной работе генерал-майор А. П. Завалишин: В ходе визита Генерального секретаря ЦК КПСС М. С. Горбачёва и делегации членов Совета Министров СССР на «Байконур» 11 мая 1987 г., среди прочего, высокопоставленным посетителям демонстрировали достижения советской науки в области освоения космоса. В зоне экспозиции, где располагались боевые космические средства, процессия подошла к одиночному спутнику активного противодействия системы «Наряд», — М. С. Горбачёва заинтересовал макет спутника. Увидев это, Завалишин, пользуясь случаем, сразу же обратился к нему с просьбой о разрешении проведения учебно-боевых испытаний опытного образца указанного спутника на околоземной орбите, напомнив, что США уже проводили аналогичные эксперименты системы «Асат» с уничтожением отработавших свой ресурс американских спутников и, попутно заверив, что для обеспечения секретности и предотвращения их международной огласки будет разработано надёжное легендирование, а сам эксперимент будет обставлен так, что и «комар носа не подточит». Но Горбачёв посоветовал провести все испытания и проверку нацеливания и управления боевой работой системы не в космосе, а в направлении центра Земли — под землёй (намекая на то, что он таким образом «хоронит» этот проект). Завалишин не растерялся и, в свою очередь, вступил в полемику, напомнив генсеку, что политика — политикой, но нужно иметь оружие, которое, если не превосходило, то хотя бы не уступало по своим характеристикам существующим образцам техники вероятного противника, приведя примеры Второй мировой войны и напомнив о первоначальном отношении советского высшего военно-политического руководства к «Катюшам», но Горбачёв после длительных объяснений о недопустимости подобного провоцирования западных стран, высказал вежливый, но твёрдый отказ. Присутствующие гости и командование в разговор не вмешивались и не высказывали своё мнение и отношение к данному вопросу. В заключение М. С. Горбачёв выразил своё удовлетворение от увиденной техники и многозначительно посетовал: «Очень жаль, что не знал всего этого до Рейкьявика!», — подразумевая свою встречу с Президентом США Р. Рейганом в Рейкьявике 11–12 октября 1986 г., в ходе которой советской стороной были сделаны значительные уступки, в том числе и в военной сфере. Тем не менее, в руководстве Министерства обороны СССР понимали, что система «Энергия — Буран» для выполнения своих оборонительных функций очень дорога и к тому же уязвима, поэтому поддерживали проект Д. А. Полухина и санкционировали создание нескольких экспериментальных установок типа «Наряд».

## Хронология испытаний
| Хронология пусков ракет-носителей 14А01Р «Рокот» с разгонным блоком 14С12 «Бриз-К» в первой половине 1990-х гг.             | Хронология пусков ракет-носителей 14А01Р «Рокот» с разгонным блоком 14С12 «Бриз-К» в первой половине 1990-х гг. | Хронология пусков ракет-носителей 14А01Р «Рокот» с разгонным блоком 14С12 «Бриз-К» в первой половине 1990-х гг. | Хронология пусков ракет-носителей 14А01Р «Рокот» с разгонным блоком 14С12 «Бриз-К» в первой половине 1990-х гг. | Хронология пусков ракет-носителей 14А01Р «Рокот» с разгонным блоком 14С12 «Бриз-К» в первой половине 1990-х гг. |
| №пп | Дата | Объект | Стартовая позиция                                                                                               | Описание |
| --- | --- | --- | --- | --- |
| 1 | 20.11.1990 | «Наряд-В» | Байконур, площадка 131                                                                                          | Суборбитальный полёт                                                                                            |
| 2 | 20.12.1991 | Экспериментальный объект, испытания системы                                                                     | Байконур, площадка 175                                                                                          | Суборбитальный полет, отработка разгонного блока                                                                |
| 3 | 26.12.1994 | ИСЗ «Радио-РОСТО», RS-15, испытания системы                                                                     | Байконур, площадка 175                                                                                          | Орбита высотой 1900 км, наклонение 65 град                                                                      |
| Хронологию пусков ракет-носителей 14А01Р «Рокот» с разгонным блоком 14С45 «Бриз-КМ» с 2000 г. см. в соответствующей статье. | | | | |

## Общая оценка проекта
Военный обозреватель М. Ходаренок убеждён, что первоначальное утверждение проекта «Наряд» к исполнению явилось результатом политических глупостей и нелепой по своим последствиям внутриведомственной борьбы, в результате которой был приостановлен проект «Истребитель спутников», а новая система так и не появилась. Также, по его мнению, дальше презентационных картинок и мультипликации система «Наряд» не пошла.

## Перспективы возобновления проекта
Упоминание проекта «Наряд» относится к 21 января 2002 г., когда в ходе посещения ГКНПЦ им. М. В. Хруничева, Президенту Российской Федерации В. В. Путину были продемонстрированы результаты работы, в итоге Министерству обороны РФ было поручено «разобраться с «Нарядом»: есть ли необходимость [возобновления проекта], и если да, то какие средства на это потребуются». 5 марта 2009 г., тогдашний заместитель Министра обороны РФ В. А. Поповкин сообщил журналистам, что Россия «сохранила задел» по ракетно-космическим комплексам «Наряд-ВН» и «Наряд-ВР» на основе ракет-перехватчиков и готова возобновить работы по ним: «Такая работа ведется в Российской Федерации. Мы не можем спокойно наблюдать за тем, что творится в космосе», — заявил Поповкин, отвечая на вопрос журналистов, какова реакция России на размещение американского оружия в космосе. Корреспондент журнала «Однако» А. Горбенко предполагает, что работы по проекту «Наряд», вероятно, финансируются в числе нескольких программ ПРО и развития Военно-космических сил РФ.